# Корак-Чурачики
Кора́к-Чура́чики (чув. Курак Чурачăк) — деревня в Чебоксарском районе Чувашской Республики. Входит в состав Ишлейского сельского поселения.

## География
Находится в северной части Чувашии, почти на расстоянии приблизительно 20 км на запад по прямой от районного центра поселка Кугеси.

## История
Известна с 1719 года, когда здесь было учтено 127 мужчин. В 1747 году учтено 218 мужчин, в 1763—241 человек, в 1795 — 22 двора, в 1858—196 жителей, в 1906 — 57 дворов, 263 жителя, в 1926 — 59 дворов, 274 жителя, в 1939—301 житель, в 1979—216. В 2002 году было 77 дворов, в 2010 — 75 домохозяйств. В период коллективизации был образован колхоз «Карл Маркс», в 2010 году действовало ОАО «Чурачикское».

## Население
Постоянное население составляло 252 человека (чуваши 100 %) в 2002 году, 227 в 2010.